# Prince de la jeunesse
Le Prince de la jeunesse, en latin princeps juventutis, est un titre créé par Auguste qui est donné au fils de l'empereur au moment où il prenait la toge virile et entrait dans les rangs de la chevalerie romaine. Il devient un des titres conférés à l'héritier du pouvoir, fils ou petit-fils, naturel ou adopté, de l'empereur.

## Attributions
Les premiers qui reçurent ce titre furent Caius Julius Caesar Vipsanianus en -5, et Lucius Julius Caesar Vipsanianus en -2. Après eux, il fut concédé à Germanicus au moment de son adoption en l'an 4, à son cousin Drusus à la même date, à  Tiberius Gemellus, cohéritier de Caligula en 37, à Néron en 51 à quatorze ans, etc.
Ce titre s'associe au début de formation militaire des jeunes princes, qui recevaient des armes honorifiques, lance et bouclier d'argent, et la direction d'un détachement de cavalerie. Ils sont chargés de présider à Rome les ludi juvenales, et d'après des inscriptions découvertes dans des colonies, ils sont dédicataires de gymnases destinés à l'éducation de l'élite de la jeunesse. 

Les fils d'Auguste en princes de la jeunesse, tenant un bouclier et une lance, encadrant les objets rituels, le lituus recourbé et le simpulum
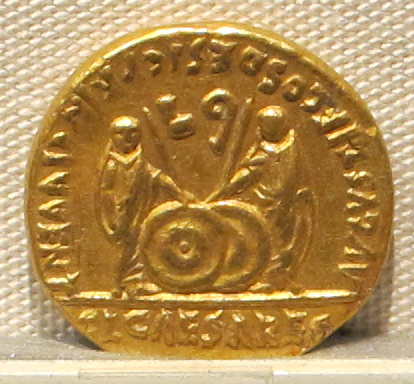
Aureus
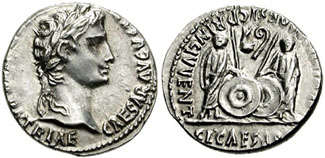
denier frappé à Lugdunum
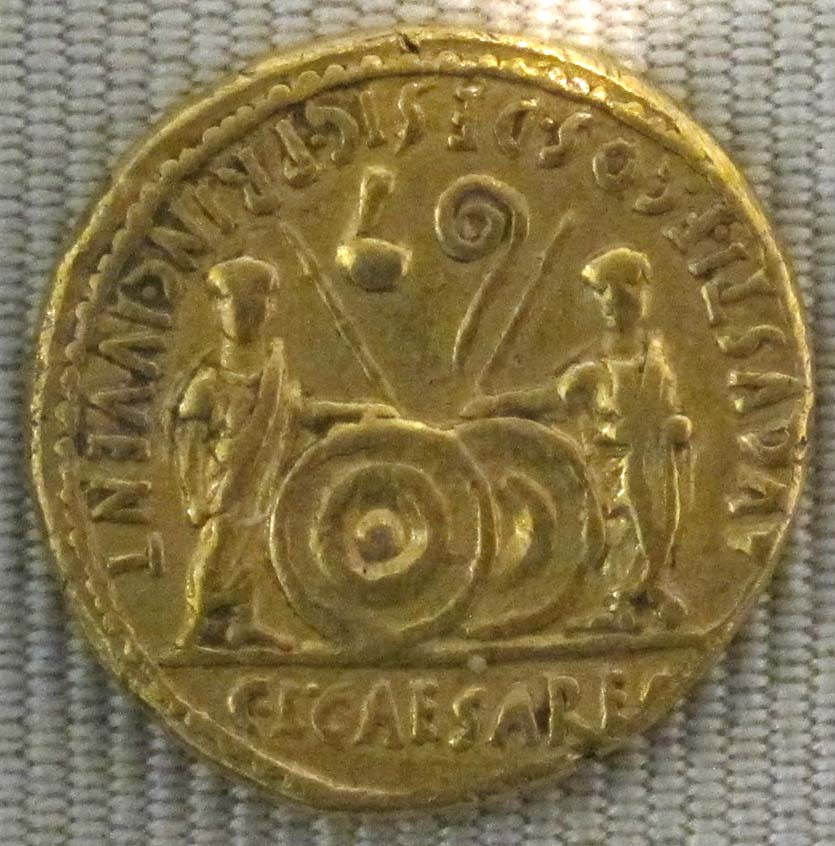
Aureus frappé à Lugdunum

En principe, le principat de la jeunesse étant une dignité équestre, les intéressés ne pouvaient le conserver quand ils arrivaient au Sénat. À plus forte raison devaient-ils le quitter quand ils recevaient le nom d'Auguste. Mais la rigueur de cette règle fléchit dès la fin du Ier siècle : Domitien, quoique consulaire, continua à porter le nom de princeps juventutis. À partir de Septime Sévère, le titre de prince de la jeunesse devient officiel et régulièrement donné à l'héritier de l'Empire. Le titre est accolé au nom d'empereurs, qui parfois n'ont jamais été Césars, et qui étaient déjà d'un âge avancé quand ils parvinrent à l'empire. Ainsi, selon Dion Cassius, Macrin et son fils Diadumenien reçoivent les titres de patricien et prince de la jeunesse et César après leur usurpation en 217. Gordien III, âgé de treize ans, apparaît sur diverses inscriptions associé à ses tuteurs Balbin et Pupien avec le titre de prince de la jeunesse

Les fils de Carus, élevés en 282 et 283 au rang de César et Prince de la jeunesse
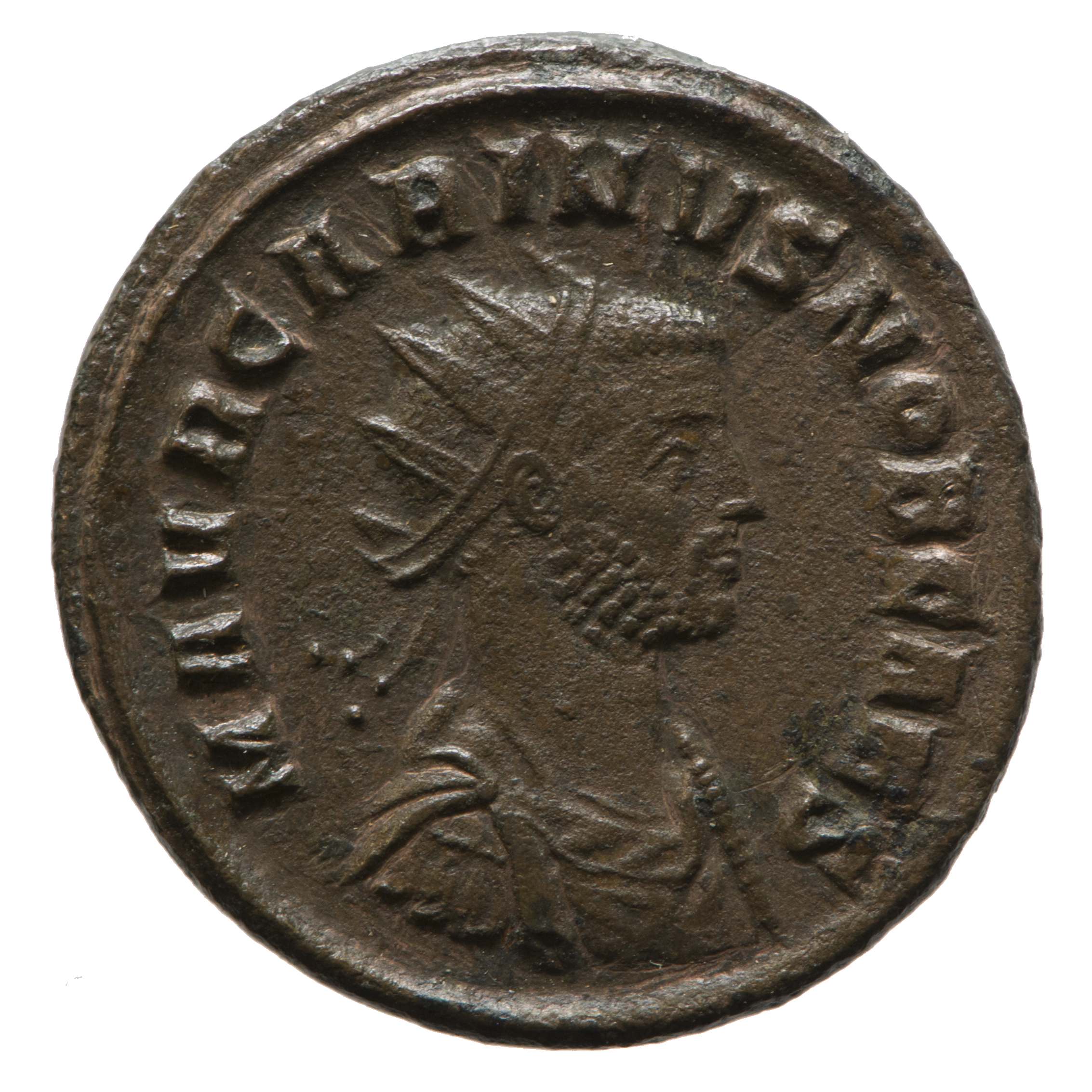
Bronze de Carin. Avers, comme NOB(ilissimus) CAES(ar)
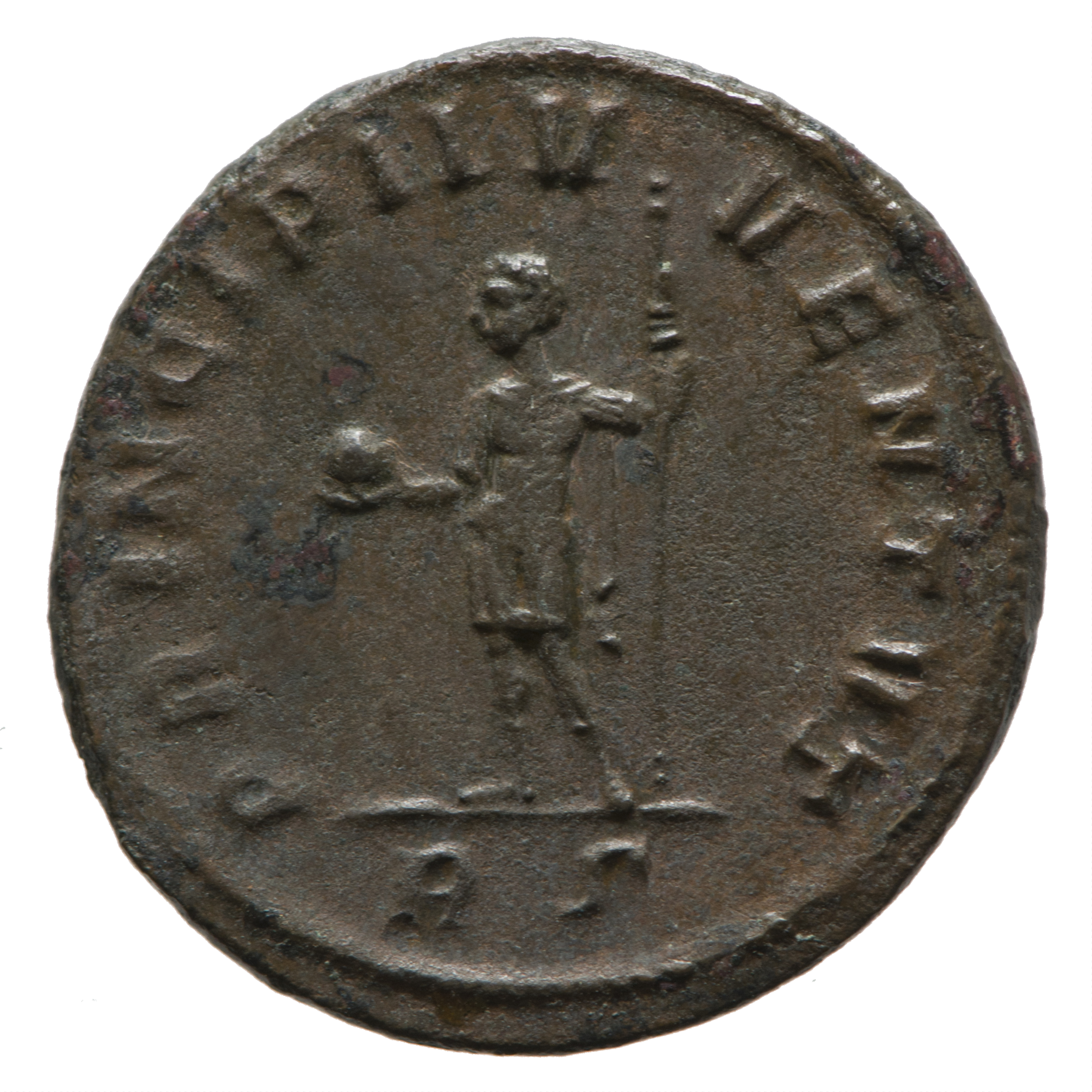
Bronze de Carin. Revers, comme Prince de la jeunesse PRINCIPI IVENTVT
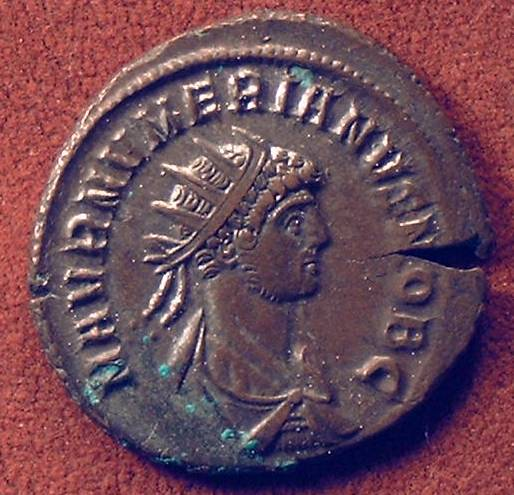
Bronze de Numérien. Avers, comme NOB(ilissimus) C(aesar)
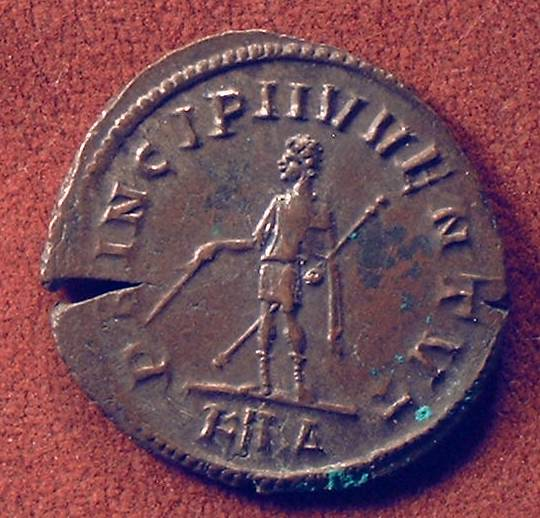
Bronze de Numérien. Revers, comme Prince de la jeunesse PRINCIPI IVENTVT

Durant la tétrarchie, le titre de prince de la jeunesse est attribué aux Césars Constance Chlore et  Maximien Galère, comme héritiers des Augustes Dioclétien et Maximien Hercule,.